# Ralph Machado Dias
Ralph Machado Dias (* 7. März 1998 in São Fidélis, Rio de Janeiro), auch bekannt als Ralph, ist ein brasilianischer Fußballspieler.

## Karriere
Ralph erlernte das Fußballspielen der Jugendmannschaft vom Erstligisten Atlético Mineiro. Als Jugendspieler bestritt er drei Erstligaspiele für den Klub aus Belo Horizonte. 2017 gewann er mit Mineiro die Staatsmeisterschaft von Minas Gerais. Von 2018 bis 2022 wurde er an die brasilianischen Vereine Criciúma EC (Série B), Boavista SC (Série D), Coimbra Sports, AF Esportes und Náutico Capibaribe (Série B) ausgeliehen. Mit Náutico gewann er 2022 die Staatsmeisterschaft von Pernambuco. Nach Vertragsende bei Mineiro wechselte er im Januar 2023 zum Drittligisten Ypiranga FC nach Erechim. Hier stand er ein Jahr unter Vertrag. Im Januar 2024 wechselte er zum Ferroviário AC. Im Juli 2024 zog es ihn nach Asien. Hier unterschrieb er ein Thailand einen Vertrag beim Erstligisten Chiangrai United FC. Für den Verein aus Chiangrai bestritt er 26 Ligaspiele. Nach einer Spielzeit wechselte er Anfang Juli 2025 zum ebenfalls in der ersten Liga spielenden Lamphun Warriors FC.

## Erfolge
Atlético Mineiro
- Staatsmeisterschaft von Minas Gerais: 2017

Náutico Capibaribe
- Staatsmeisterschaft von Pernambuco: 2022